# Island Lake (Illinois)
Island Lake – wieś w Stanach Zjednoczonych, w stanie Illinois, w hrabstwie Lake.